# Lago Simcoe

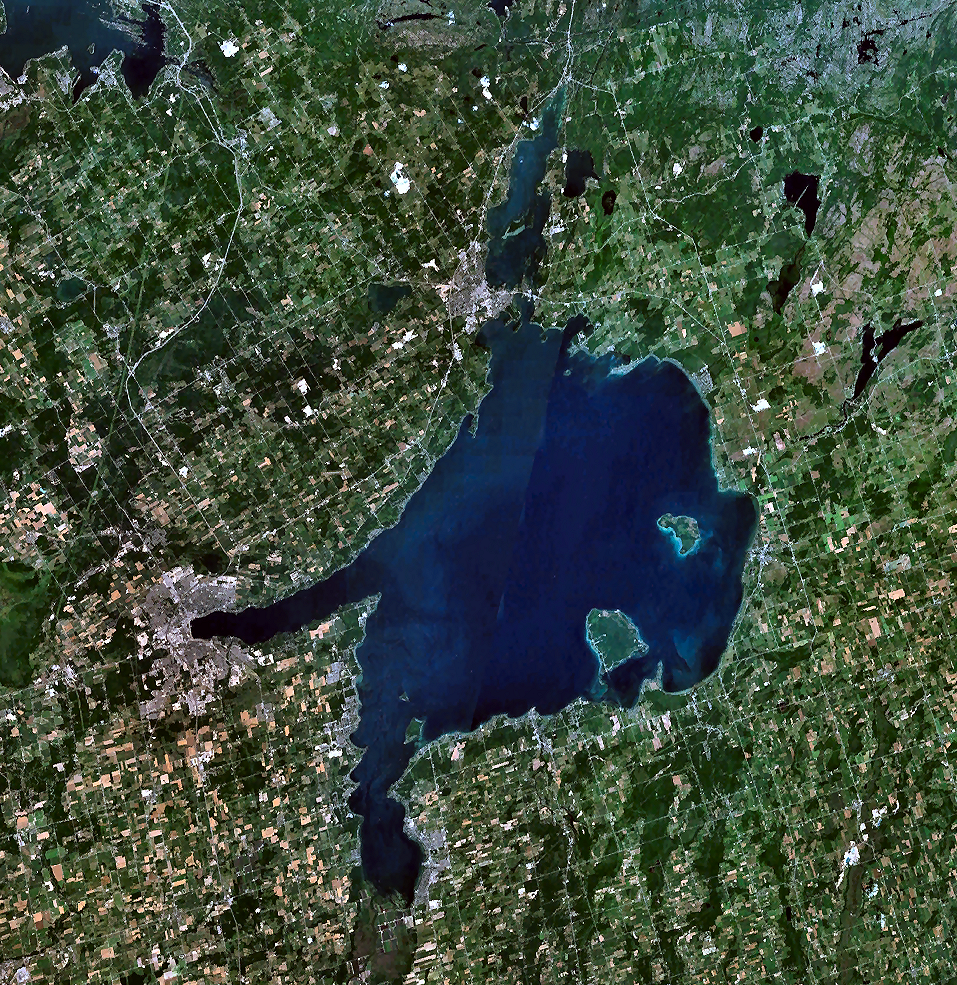
Imagem do lago

Lago Simcoe é um lago localizado no sul de Ontario, Canadá. Quando foi descoberto foi denominado inicialmente Ouentironk ("água bonita"), nome de origem na língua Huron.
Foi nomeada Lake Toronto até ser renomeada por John Graves Simcoe.

## Ligações exnternas
- Lake Simcoe Conservation Foundation
- Lake Simcoe Region Conservation Authority
- Media relacionados com Lago Simcoe no Wikimedia Commons